# سال‌شمار ایرج افشار
ایرج افشار از پرکارترین کتاب‌شناسان قرن چهاردهم هجری خورشیدی بود.

## سال‌شمار زندگی و فعالیت ادبی

### دههٔ اول و دوم زندگی
- ایرج افشار در تاریخ ۱۶ مهر ۱۳۰۴ در تهران، چهارراه سردر سنگی، دربند، متولد شد. پدر او محمود افشار و مادرش نصرت برازنده نام داشت.
- ۱۳۱۲ آغاز تحصیل ابتدایی تا سال ۱۳۱۸ در دبستان‌های (زرتشتیان، شاهپور تجریش)
- ۱۳۱۵ انتقال خانۀ پدری به باغ فردوس، شمیران.
- ۱۳۱۸ شروع آموزش دبیرستانی در دبیرستان فیروزبهرام.
- ۱۳۲۳ همکاری با سالنامۀ شاهپور تجریش، مدیر داخلی مجله آینده تا سال ۱۳۲۵
- ۱۳۲۴ دریافت گواهینامۀ دبیرستان در رشتۀ ادبی، شروع آموزش دانشگاهی در رشتۀ قضایی در دانشکدهٔ حقوق دانشگاه تهران، تا سال ۱۳۲۸، ازدواج با شایسته افشاریه، تنظیم نخستین فهرست مطالب سالانه برای مجلۀ آینده، ترجمۀ مقالۀ نفت ایران و مسئلۀ بین‌المللی نفت و چاپ در مجلۀ آینده با نام (الف. الف)، همکاری با مجلهٔ جهان نو تا سال ۱۳۴۰ به صاحب امتیازی حسین حجازی.
- ۱۳۲۶ تولد اولین فرزندش، بابک افشار.
- ۱۳۲۷
- ۱۳۲۸ ارائۀ پایان‌نامۀ تحصیلی با عنوان (اقلیت‌ها در ایران)، دریافت برگۀ لیسانسیۀ قضایی دانشکدۀ حقوق دانشگاه تهران، تولد فرزند دومش، بهرام افشار،
- ۱۳۲۹ نگارش مقاله‌ها و یادداشت‌هایی با نام‌های پوشیده/ مستعار: (پناه)، (الف)، (جویا)، (کریم محمدی)، استخدام در وزارت فرهنگ به‌عنوان دبیر دبیرستان‌ها و تدریس در دبیرستان‌های شرف، قریب (ایرانشهر) تهران، [۱]

### دههٔ ۱۳۳۰

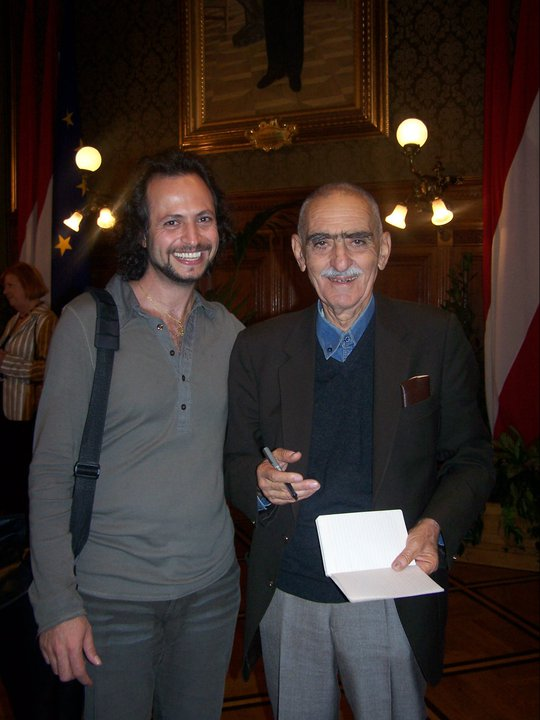
وین، اتریش، ۲۰۰۷

- ۱۳۳۰ کتابدار کتابخانۀ دانشکدهٔ حقوق دانشگاه تهران تا سال ۱۳۳۹، به تشویق و اشراف دکتر محسن صبا و محمدتقی دانش‌پژوه، عضو انجمن ایرانشناسی، به ریاست ابراهیم پورداود و دبیری محمد معین، نقد یکی از مقاله‌های وی در نشریۀ خروس‌جنگی، نگارش تقریظ بر تاریخ جرائد و مجلات ایران، نپذیرفتن سردبیری مجله شیر و خورشید سرخ ایران.
- ۱۳۳۱ دبیر گروه ملی کتاب‌شناسی ایران تا سال ۱۳۵۷، سردبیر مجلۀ مهر سال‌های ۸ و ۹ به صاحب‌امتیازی مجید موقر، بنیان‌گذاری مجله فرهنگ ایران زمین با همکاری، محمدتقی دانش‌پژوه، منوچهر ستوده، مصطفی مقربی و عباس زریاب خویی.
- ۱۳۳۲ مدیریت مجلۀ (مجموعه فرهنگ ایران زمین) تا سال ۱۳۴۸، تولد فرزند سومش کوشیار افشار
- ۱۳۳۳  سردبیر مجلۀ سخن، سال‌های ۵، ۶ و ۷ به صاحب امتیازی، پرویز ناتل خانلری، نگارش نخستین سفرنامچه به کرمان و سیستان.
- ۱۳۳۴ نپذیرفتن سردبیری مجلۀ کیهان فرهنگی، کتاب‌شناسی ایران (کتاب‌های ایران) تا سال ۱۳۴۷، نگارش یادداشت بر فرهنگ لارستانی، مدیر مجله (کتاب‌های ماه): نشریۀ انجمن ناشران تا سال ۱۳۳۹، عضو مؤسس انجمن ایرانی فلسفه و علوم انسانی وابسته به کمیسیون ملی یونسکو، همکاری با دائرةالمعارف فارسی تا سال ۱۳۵۶، عضو انجمن ایرانی فلسفه و علوم‌انسانی وابسته به کمیتۀ ملی یونسکو تا سال ۱۳۵۷، مدیریت و نظارت بر انتشارات فرهنگ ایران‌زمین تا سال ۱۳۸۴،
- ۱۳۳۵ نگارش یادداشت بر فرهنگ کرمانی، قائم‌مقام موقت مدیرعامل (بنگاه ترجمه و نشر کتاب) در مواقع نبودن، احسان یارشاطر، و نظارت بر انتشارات بنگاه تا سال ۱۳۴۲، درج خبرهای دوران مسئولیت در نشریۀ اخبار دانشگاه تهران تا سال ۱۳۵۷، گذراندن دورۀ آموزشی و تجربی کتابداری یونسکو در اروپا تا سال ۱۳۳۶، مقدمه‌نگاری به دیوان وحشی بافقی
- ۱۳۳۶ همکاری در تأسیس (کلوب کتاب) که بعد انجمن کتاب نام گرفت، صدور مجوز برای نشریۀ فرهنگ ایران‌زمین، انتشار چاپ دوم دفتر اول کتاب‌شناسی ایران،
- ۱۳۳۷ آموزش رانندگی، تدریس متون کتابداری و نسخه‌شناسی در دانشسرای عالی تا سال ۱۳۴۸، نپذیرفتن سردبیری مجله پیام نوین، نظارت بر انتشارات گروه ملی کتابشناسی ایران تا سال ۱۳۴۰، چاپ عکس‌های تاریخی در مجلۀ راهنمای کتاب تا سال ۱۳۵۷، دبیر انجمن کتاب تا سال ۱۳۵۷، نظارت بر انتشارات انجمن کتاب تا سال ۱۳۵۷، نظارت بر انتشار مجموعه کتاب‌شناسی فارسی و ایرانی تا سال ۱۳۵۷
- ۱۳۳۸ عضو کمیتۀ تشکیل بایگانی کل کشور از طرف کمیسیون ملی یونسکو، عضو کمیتۀ تقویم اسناد ملی تا سال ۱۳۸۹.
- ۱۳۳۹، نگارش سرآغاز بر نسخه‌های خطی: نشریۀ کتابخانۀ مرکزی و مرکز اسناد دانشگاه تهران، .

### دههٔ ۱۳۴۰
- ۱۳۴۰ انتقال از دانشکده حقوق دانشگاه تهران به دانشسرای عالی، رئیس کتابخانه دانشسرای عالی تا سال ۱۳۴۱، چاپ جلد اول فهرست مقالات فارسی،  رساله اصول خطوط سته، انتشار جزوه (به یاد فرزند فضیلت شعار رشید ایران محمود نریمان)، نگارش و نشر دو مقاله به زبان غیر فارسی.
- ۱۳۴۱ تغییر نام خانوادگی از دکتر افشار به افشار، بازگشت به تدریس در دانشسرای عالی، نگارش دیباچه بر فرهنگ لغات عامیانه، مقدمه بر تاریخ مغول: تاریخ مفصل ایران از استیلای مغول تا اعلان مشروطیت
- ۱۳۴۲ تولد چهارمین فرزندش، آرش افشار، نگارش سفرنامه (قم به بم)، بازگشت به دانشگاه تهران،  نگارش مقدمه بر سفرنامه حاجی پیرزاده
- ۱۳۴۳ نگارش مقدمه بر نمونه نظم و نثر فارسی از آثار استادان متقدم، مدیر فنی دوره کتابداری (شورای خواندنیهای نوسوادان) (کمیسیون ملی یونسکو)، رئیس اداره انتشارات و روابط فرهنگی (بعدها با نام اداره انتشارات و روابط کتابخانه‌ها) دانشگاه تهران تا سال ۱۳۵۰، راه‌اندازی فهرست‌نویسی پیش از انتشار برای انتشارات دانشگاه تهران، عضو هیئت انتخاب کتاب (وزارتخانه‌های فرهنگ-آموزش و پرورش، فرهنگ و هنر) تا سال ۱۳۵۷، مدیریت انتشارات کتابخانه مرکزی و مرکز اسناد دانشگاه تهران تا سال ۱۳۵۸، نظارت بر مجموعه فهرست‌ها و کتاب‌شناسی‌های انتشارات کتابخانه مرکزی و مرکز اسناد دانشگاه تهران تا سال ۱۳۵۸، نگارش نوشته‌هایی برای نشریه اخبار دانشگاه تهران تا سال ۱۳۵۸، چاپ متن سخنرانی در مجله فردوسی، نگارش سفرنامه (شب‌های زندان اسکندر)،
- ۱۳۴۴ تجلیل جامی، هفتاد سالگی فرخ، سواد و بیاض (جلد اول)، عضو شورای اجرایی (مرکز تحقیق و معرفی تمدن و فرهنگ ایران)(وزارت فرهنگ و هنر)، عضو هیئت مؤسسان انجمن ایرانی تاریخ علوم و طب، رئیس کتابخانه مرکزی و مرکز اسناد دانشگاه تهران تا بهمن ماه ۱۳۵۷، عضو هیئت تقویم نسخ خطی دانشگاه تهران تا سال ۱۳۸۹، عضو هیئت تقویم نسخ خطی کتابخانه‌های مجلس شورای ملی- مجلس سنا تا سال ۱۳۵۷، تدریس نهادهای اجتماعی تاریخی ایران در دانشکده علوم اجتماعی، نگارش بحثی در اسناد مربوط به فرخ خان بر مخزن الوقایع: شرح مأموریت و مسافرت فرخ خان امین الدوله، نگارش یادداشت بر Terminologie Medico-pharmaceutique et .anthropologique Francaise-Persane Par Joh Schlimmer، نظارت بر انتشار کتاب اصول ساده کتابداری، عضو هیئت امنای، بنیاد فرهنگ ایران تا سال ۱۳۵۷.
- ۱۳۴۵ نظارت بر چاپ فهرست نسخه‌های خطی کتابخانه مجلس شورای ملی تا سال ۱۳۴۸، نگارش مقدمه بر فهرست کتابخانه مجلس شورای ملی و یادداشتی در باب مؤلف بر حقایق الاخبار ناصری، نگارش سفرنامه (بیست شهر و هزار فرسنگ)، تأسیس مجله کتابداری (نشریه کتابخانه مرکزی و مرکز اسناد دانشگاه تهران)، مدیریت مجله کتابداری (نشریه کتابخانه مرکزی و مرکز اسناد دانشگاه تهران) (۷ دفتر) تا سال ۱۳۵۷، مجموعه سخنرانی‌ها و خطابه‌های انجمن فلسفه و علوم انسانی، نگارش و نشر دو مقاله به زبان غیر فارسی، نظارت بر (مجموعه خاطرات و سفرنامه‌های ایران) انتشارات امیرکبیر.
- ۱۳۴۶ نگارش و نشر یک مقاله به زبان غیر فارسی، نگارش سفرنامه (گشتی در خاک یزد)، نگارش توضیح بر کتابشناسی آموزش و پرورش
- ۱۳۴۷ نگارش یادداشت بر سفرنامه هرات، مرو، مشهد، (چند کلمه) بر کتابداری: نشریه کتابخانه مرکزی و مرکز اسناد دانشگاه تهران، یادداشت بر کتابشناسی نوشته‌های فارسی برای کودکان و نوجوانان، توضیح بر مجموعه اسناد و مدارک فرخ خان امین الدوله، نگارش و نشر دو مقاله به زبان غیر فارسی، راهنمایی پایان‌نامه تحصیلی دوره فوق لیسانس کتابداری دانشگاه تهران با عنوان: کتابشناسی کتاب و کتابخانه در زبان فارسیراهنمایی پایان‌نامه تحصیلی دوره فوق لیسانس کتابداری دانشگاه تهران با عنوان: کتاب‌شناسی فهرست انتشارات دولتی ایران تا شهریور ۱۳۲۰.
- ۱۳۴۸ ترجمه‌ای قدیم از قرآن در مجله یغما، ترجمه‌ای قدیم از قرآن در مجله راهنمای کتاب (چاپ دوم)، مقامات سدید الدین اعور، هدایه التصدیق الی حکایته الحریق، فهرست مقالات حقوقی، استرآبادنامه، رشیدالدین فضل‌الله، باز چاپ جلد اول و چاپ جلد دوم فهرست مقالات فارسی در زمینه تحقیقات ایرانی، یادنامه ایرانی مینورسکی، نگارش و نشر سه مقاله به زبان غیر فارسی، نگارش توضیح بر احوال و آثار خوشنویسان (نستعلیق نویسان)، مقدمه بر استرآبادنامه، فهرست میکروفیلم‌های کتابخانه مرکزی دانشگاه تهران، یادداشت بر فهرست نسخه‌های خطی فارسی، رئیس مرکز ملی کتاب وابسته به کمیسیون ملی یونسکو، نظارت بر نشر مجموعه آثار رشیدالدین فضل‌الله همدانی، نگارش سفرنامه (هفت‌بند سفر مشهد)، ابلاغ حکم دانشیار دانشکده ادبیات و علوم انسانی به او، عضو هیئت تحریریه مجله دانشکده ادبیات و علوم انسانی دانشگاه تهران تا سال ۱۳۵۰، دبیر ثابت کنگره تحقیقات ایرانی (۹ دوره سالانه) تا سال ۱۳۵۷، دانشیار و سپس استاد رشته تاریخ (اسناد تاریخی و تاریخ‌های محلی) در دانشکده ادبیات و علوم انسانی دانشگاه تهران، همچنین تدریس نسخه‌های خطی برای دانشجویان رشته کتابداری در دانشکده علوم تربیتی دانشگاه تهران.
- ۱۳۴۹ نگارش یادداشت بر بیان واقع سرگذشت احوال نادر شاه، فهرست کتاب‌های آلمانی دربارهٔ ایران، نگارش تاریخچه بر فهرست ده ساله راهنمای کتاب (۱۳۳۷–۱۳۴۶)،  راهنمایی پایان‌نامه تحصیلی دوره فوق لیسانس کتابداری دانشگاه تهران با عنوان (راهنمای کتابخانه‌های دانشگاهی در تهران)، راهنمایی پایان‌نامه تحصیلی دوره فوق لیسانس کتابداری دانشگاه تهران با عنوان (نامنامه علما و خطاطان مأخوذ از کتب عالم‌آرای عباسی، قصص العلما، المآثر و الآثار، مجالس المومنین و مطلع الشمس.

### دههٔ ۱۳۵۰
- ۱۳۵۰ مجموعه‌های نامه مینوی، مجموعه خطابه‌های تحقیقی دربارهٔ رشیدالدین فضل‌الله، نگارش و نشر سه مقاله به زبان غیر فارسی، نگارش سفرنامه (یاران در شیراز)، نگارش یادداشت بر مصباح الارواح از شمس‌الدین محمد بردسیری کرمانی، مقدمه بر فهرست نسخه‌های خطی کتابخانه وزیری یزد، یادداشت بر نمایشگاه نسخه‌ها و اسناد خطی کتابخانه مرکزی و مرکز اسناد دانشگاه تهران، مجموعه اسناد و مدارک فرخ‌خان امین‌الدوله، مجموعه خطابه‌های نخستین کنگره تحقیقات ایرانی، تدریس در دانشگاه ساپورو (ژاپن)، چاپ کتاب‌های نوادرالتبادر لتحفه‌البهادر، انیس الناس، ترجمه‌ای قدیم از قرآن در مجموعه کمینه (چاپ سوم)، دافع‌الغرور: سفرنامه عبدالعلی ادیب‌الملک مقدم، وقفنامه ربع رشیدی: الوقفیه‌الرشیدیه، مجموعه خطابه‌های تحقیقی دربارهٔ رشیدالدین فضل‌الله همدانی، نامه مینوی، عالم‌آرای عباسی (چاپ دوم)، جامع‌الخیرات: وقفنامه رکن‌الدین حسین یزدی (چاپ دوم)، مقالات سدیدالدین اعور (چاپ دوم)، روزنامه خاطرات اعتماد السلطنه (چاپ دوم)، دیوان کهنه حافظ (چاپ دوم)، راهنمایی پایان‌نامه تحصیلی دوره فوق لیسانس کتابداری دانشگاه تهران با عنوان، فهرست مشترک مجلات علوم خالص دانشگاه تهران، راهنمایی پایان‌نامه تحصیلی دوره فوق لیسانس کتابداری دانشگاه تهران با عنوان، فهرست کتاب‌های انتقاد شده در سال ۴۸ و نیمه اول سال ۴۹ در هفت مجله فارسی، راهنمایی پایان‌نامه تحصیلی دوره فوق لیسانس کتابداری دانشگاه تهران با عنوان، فهرست مجلات علوم عملی خارجی و فارسی کتابخانه‌های دانشگاه تهران و موسسات وابسته به آن.
- ۱۳۵۱ راهنمایی پایان‌نامه تحصیلی دوره فوق لیسانس کتابداری دانشگاه تهران با عنوان: فهرست مقالات جغرافیایی ایران ۱۳۳۷–۱۳۴۹، راهنمایی پایان‌نامه تحصیلی دوره فوق لیسانس کتابداری دانشگاه تهران با عنوان: کتابشناسی آثار نویسندگان هند دربارهٔ ایران، چاپ کتاب‌های آثار درویش محمد طبسی، دیوان عبید زاکانی، خاطرات و اسناد ظهیرالدوله، عضو شورای کتابخانه‌های عمومی تهران تا سال ۱۳۵۵، نگارش و نشر یک مقاله به زبان غیرفارسی، نگارش یادداشت بر فهرست نسخه‌های خطی چهار کتابخانه مشهد (این مجموعه چیست؟)، بر مجموعه منابع و اسناد تاریخی دوره قاجار، عضو کمیته جایزه کتاب سال تا سال ۱۳۵۷، عضو انجمن کتابداران ایران تا سال ۱۳۵۵، نظارت بر (مجموعه منابع و اسناد تاریخی دوره قاجار-شرکت سهامی کتاب‌های جیبی وابسته به فرانکلین، شرکت انتشارات علمی و فرهنگی.
- ۱۳۵۲ راهنمایی پایان‌نامه تحصیلی دوره فوق لیسانس کتابداری دانشگاه تهران با عنوان: (سیر تذهیب در ایران)، راهنمایی پایان‌نامه تحصیلی دوره فوق لیسانس کتابداری دانشگاه تهران با عنوان: القاب دولتی، علمی و ادبی و مذهبی در دوره قاجاریه، مقالاتی دربارهٔ زندگی و شعر سعدی، نگارش و نشر یک مقاله به زبان غیر فارسی، نگارش مقدمه و توضیح بر اسناد مربوط به روابط تاریخی ایران و جمهوری ونیز، یادداشت بر سر عنوان موضوعی، کتاب‌شناسی کتاب‌های مناسب برای کودکان تهیه شده در شورای کتاب کودک، مقدمه بر کتاب‌شناسی موضوعی ایران سال‌های ۱۳۴۸–۱۳۴۳، یادداشت بر مسیر طالبی: سفرنامه میرزا ابوطالب خان، چاپ کتاب‌های صیدنه، تشخیص و ترقیم القاب در سال ۱۲۷۹، ترتیب القاب، سفرنامه تلگرافچی، روزنامه اخبار مشروطیت و انقلاب ایران، نظارت بر سلسله چاپ لوحی و عکسی تا سال ۱۳۵۶.
- ۱۳۵۳ چاپ فهرست نسخه‌های خطی کتابخانه ملی ملک تا سال ۱۳۸۰، نگارش مقدمه بر فهرست میکروفیلم‌های کتابخانه مرکزی و مرکز اسناد دانشگاه تهران، چاپ کتاب‌های (کتاب‌های درسی قدیم)، وصایا به شمس‌الدین حسینی، جامع جعفری، نامه‌های قزوینی به تقی‌زاده، بیاض تاج‌الدین احمد وزیر، قواعد فهرست‌نویسی انگلوآمریکن، اعطای جایزه فروغ فرخ‌زاد به فهرست مقالات فارسی، یادنامه بیرونی، عامری نامه و مقالات فروغی، نگارش یادداشت بر فهرست نسخه‌های خطی کتابخانه‌های رشت و همدان، کتاب‌شناسی شعر نو در ایران، دبیر و عضو هیئت اجرایی (انجمن تاریخ) وابسته به (فرهنگستان زبان و ادب) تا سال ۱۳۵۷، عضو هیئت امنای کتابخانه اهدایی مجتبی مینوی به بنیاد شاهنامه فردوسی.
- ۱۳۵۴ نگارش مقدمه بر فهرست روزنامه‌های فارسی در مجموعه کتابخانه مرکزی و مرکز اسناد دانشگاه تهران، توضیح و تشکر بر مجموعه اسناد و مدارک فرخ خان امین‌الدوله، یادداشت بر مجموعه خطابه‌های نخستین کنگره تحقیقات ایرانی، کارنامه بیست سال فرهنگ ایران زمین، مجموعه کمینه، جشن‌نامه محمد پروین گنابادی، سخنانی دربارهٔ فروغی، نگارش و نشر یک مقاله به زبان غیر فارسی، چاپ کتاب‌های التحبیر فی علم التعبیر، وقفییه کججی، ترغیب المتعلمین، عمده‌الکتاب وعده‌ذوی الالباب، صورت انتظامات باغ و خلوت ناصری در سال ۱۲۹۸ قمری، نامه‌های ادوارد براون به تقی‌زاده، مجموعه کمینه، ابونصر فارابی، تدوین شماری از سفرنامه‌های شخصی به خارج از کشور، یادداشت‌های دیگر و چاپ کتاب بیاض سفر: یادداشت‌های سفر در زمینه ایران‌شناسی، کتاب‌شناسی و نسخه‌شناسی.
- ۱۳۵۵ عضو هیئت امنای چاپ آثار محمدعلی جمال‌زاده، سپرده به دانشگاه تهران تا سال ۱۳۸۹، نگارش سفرنامه (اطلال پارس)، (صائب و سبک هندی)، کتاب و کتابخانه، همایی نامه، یادنامه ناصرخسرو، یادنامه دقیقی طوسی، ارمغانی برای زرین‌کوب، چاپ دوم دوره بیست ساله فرهنگ ایران زمین در ده مجلد به وسیلهٔ بنیاد نیکوکاری نوشیروانی، چاپ کتاب‌های رصدخانه مراغه، شاهنامه از خطی تا چاپی، المختارات من الرسائل، یادگارنامه ابراهیم پورداود، مجله کاوه، کتاب‌شناسی فردوسی (چاپ دوم)، میرزا تقی‌خان امیرکبیر (چاپ دوم)، جلد سوم فهرست مقالات فارسی در زمینه تحقیقات ایرانی، نگارش پیش‌گفتار بر خاطرات سیاسی امین‌الدوله، یادداشت بر صائب و سبک هندی، فهرست‌واره نسخه‌های خطی مجموعه مشکوه، اهدایی به کتابخانه مرکزی و مرکز اسناد دانشگاه تهران، کتاب‌شناسی جانوران، کتاب‌شناسی نقد کتاب، لطایف الحقایق.
- ۱۳۵۶ نظارت استصوابی خوابگاه اهدایی محمدصادق فاتح به دانشگاه تهران، عضو شورای عالی (سازمان اسناد ملی ایران) تا سال ۱۳۵۷، نگارش یادداشت بر خاطرات حاج سیاح، فهرست رساله‌های تحصیلی دانشگاه تهران، فهرست مجله‌های فارسی از ابتدا تا سال ۱۳۲۰ شمسی، مجموعه سخنرانی‌های هفتمین کنگره ایرانی، مجموعه سخنرانی‌های هفتمین کنگره تحقیقات ایرانی، جشن‌نامه مدرس رضوی، جشن نامه هانری کوربن، مقالات تقی‌زاده، پانزده گفتار دربارهٔ مجتبی مینوی، یادگارنامه حبیب یغمایی، یادنامه سپهبد فرج‌الله آق‌اولی، نگارش و نشر یک مقاله به زبان غیرفارسی، نگارش سفرنامه (گویان گویان تا اسفراین و جوین)، چاپ کتاب‌های: الاکیال و الاوزان، جغرافیای کاشان، راپورت سفر فارس، منتخب الزمان در بیان تیراندازی، رساله در معنی شمشیر و قلم، فهرست مقالات ایران‌شناسی در زبان عربی، یادگارنامه حبیب یغمایی، پانزده گفتار دربارهٔ مجتبی مینوی، نامه‌های قزوینی به تقی‌زاده (چاپ دوم)، روزنامه خاطرات اعتمادالسلطنه (چاپ سوم)، جلد دوم فهرست مقالات فارسی در زمینه تحقیقات ایرانی (چاپ دوم).
- ۱۳۵۷ مجموعه گفتارها، صحافی سنتی، نگارش و نشر سه مقاله به زبان غیر فارسی، نگارش سفرنامه (کاشان، آران و نطنز)، چاپ کتاب‌های استرآباد نامه (چاپ دوم)، الوقفیه الرشیدیه: وقفنامه ربع رشیدی، خطای‌نامه: شرح مسافرت در چین، حجازیه یا سفرنامه حج، قلعه کرفتو، فایده زیارت، وقفنامه مدرسه سلطانی کاشان، سفرنامه (راه تبریز به طهران)، قواعد دفتر و حساب، بیاضی از مکاتیب عصر صفوی، شجره طیبه، سیاست و آزادی، محیط ادب، جلدسازی در صحافی سنتی (چاپ دوم)، تاریخ جدید یزد (چاپ دوم)، نگارش یادداشت بر فهرست رساله‌های تحصیلی دانشگاه تهران، فهرست نسخه‌های خطی کتابخانه مرکزی و مرکز اسناد دانشگاه تهران، مجموعه گفتارهایی دربارهٔ چند تن از رجال ادب و تاریخ ایران و مقدمه بر (نمایشگاهی از ۲۴۰۰ اثر تازه ایران‌شناسی (موزه و مرکز فرهنگی و هنری رضا عباسی))، داوره جایزه فردوسی (جایزه ایران‌شناسان شوروی)، تأسیس سازمان کتاب (به‌طور مستقل)، راهنمایی پایان‌نامه تحصیلی دوره فوق‌لیسانس کتابداری دانشگاه تهران با عنوان فهرست راهنمای کتاب (۱۳۴۶—۱۳۳۷)، مدیریت (سازمان کتاب) تا سال ۱۳۶۱.
- ۱۳۵۸ درخواست بازنشستگی از دانشگاه تهران (فروردین ۱۳۵۸)، اعلام موافقت با بازنشستگی از دانشگاه تهران (تیر ماه ۱۳۵۸)، صدور پروانه انتشار مجله آینده به شماره ۷۶۸۶، به‌وسیله اداره کل مطبوعات داخلی وزارت ارشاد ملی، انتشار مجله آینده از دوره پنجم به مدت پانزده سال تا سال ۱۳۷۲، عضو هیئت مؤسسان (انجمن آثار ملی) تا سال ۱۳۶۱، عضو انجمن ایران‌شناسی اروپا تا سال ۱۳۸۹، نگارش سرگذشت نهمین کنگره تحقیقات ایرانی در پانزده گفتار: مجموعه گفتارهای نهمین کنگره تحقیقات ایرانی، نگارش یادداشت بر نسخه‌های خطی (دفتر هشتم)، نظارت بر انتشارات سازمان کتاب تا سال ۱۳۶۰، چاپ عکس و سند در نشریه آینده تا سال ۱۳۷۲، نظارت بر مجموعه انتشارات تاریخی و ادبی بنیاد موقوفات دکتر محمود افشار تا سال ۱۳۸۹، چاپ کتاب‌های چراغان: جغرافیای قصبه بیدگل، وقفنامه و تقسیم آب شاه، معرفه‌الحواس و ترتیب رئاسه‌الناس، فتوت‌نامه آهنگران، صحافی سنتی، مصدق و مسائل حقوق و سیاست، نامه‌های سیاسی دهخدا، اوراق تازه‌یاب مشروطیت، تاریخ کاشان: مرآه القاسان (چاپ سوم)، صیدنه (چاپ دوم).
- ۱۳۵۹ مسائل کشاورزی ایران، چاپ کتاب‌های انوارالمرشدیه و اسرارالصمدیه، کارنامه و ماده الحیوه، دو رساله عرفانی در عشق، مبارزه با محمدعلی شاه، تقریرات مصدق در زندان، فردوس‌المرشدیه فی اسرارالصمدیه به انضمام (انوارالمرشدیه و اسرارالصمدیه)، (چاپ سوم)، اورادالاحباب و فصوص‌الآداب (چاپ دوم).

### دههٔ ۱۳۶۰

تصویری از ایرج افشار

- ۱۳۶۰ چاپ کتاب‌های: لوایح و لوامع، دیوان کهنه حافظ (چاپ سوم)، نگارش یادداشت بر سه رساله در تصوف،
- ۱۳۶۱ چاپ کتاب‌های دو رساله عرفانی در عشق (چاپ دوم)، خاطرات و اسناد مستشارالدوله صادق، مجموعه اول: یادداشت‌های تاریخی و اسناد سیاسی، دیوان گلچین، نگارش و نشر یک مقاله به زبان غیرفارسی، نگارش یادداشت بر تذکره سخنوران نائین، خاطرات ممتحن‌الدوله شقاقی.
- ۱۳۶۲ مجموعه‌های ایلات و عشایر (کتاب آگاه)، آرام‌نامه، آیین جوانمردی، عضو شورای تولیت موقوفات دکتر محمود افشار (از متولیان منصوص) تا سال ۱۳۸۹، بنیان‌گذاری هیئت گزینش کتاب بنیاد موقوفات محمود افشار، درگذشت پدر (محمود افشار)، چاپ کتاب‌های خاطرات و اسناد مستشارالدوله صادق، مجموعه دوم: اسناد مشروطیت ۱۳۳۰–۱۳۲۵ ق، مناقب الصوفیه، سفرنامه ناصرالدین شاه، فهرست نسخه‌های خطی کتابخانه ملی ملک.
- ۱۳۶۳ یادگارنامه فخرایی، نگارش و نشر دو مقاله به زبان غیر فارسی، نگارش سخنی دربارهٔ مدایح‌نگار و تذکره‌های او بر تذکره انجمن ناصری به همراه تذکره مجدیه، نگارش (چند سخن) بر مقدمات مشروطیت، (پیش سخن) بر سفرنامه جنوب ایران، یادداشتی برای معرفی بر سفرنامه فرنگستان (سفر دوم ناصرالدین شاه قاجار)، یادداشت بر گرگان‌نامه، چاپ کتاب‌های دیوان وثوق، سفرنامه عتبات، رجال عصر مشروطیت، خاطرات و اسناد ناصر دفتر روائی خلخالی، تذکره انجمن ناصری به‌همراه تذکره مجدیه، گرگان‌نامه، یادداشت‌های قزوینی (تجدید چاپ ۵ جلد)، نظارت بر مجموعه (گذشته ایران در نوشته‌های پیشینیان) انتشارات فردوسی، نظارت بر نشر مجموعه (ایران و ایرانیان) انتشارات علمی، نظارت بر نشر مجموعه (گنجینه خاطرات و سفرنامه‌های ایرانی) انتشارات اساطیر، چاپ چهل سال تاریخ ایران جلد اول المآثر والآثار، عضویت هیئت گزینش کتاب بنیاد موقوفات دکتر افشار تا سال ۱۳۸۹، چاپ مخابرات استرآباد.
- ۱۳۶۴ چاپ کتاب‌های تاریخ ایران در دوره قاجار، خاطرات و تالمات، دومین سفر ناصرالدین شاه به فرنگستان، مرآت السفر و اردوی همایون به خط کلهر، فهرست نسخه‌های خطی کتابخانه ملی ملک، ایجاد (نامواره دکتر محمود افشار)، از انتشارات بنیاد موقوفات، از جلد یازدهم، نام (پژوهش‌های ایران‌شناسی) به آن الحاق شد؛ نگارش یادداشت بر ناموره دکتر حمود افشار (جلد اول)، انتشار نوشته‌هایی در مجموعه‌های حافظ شناسی، مجموعه مقالات دکتر محمد معین، خاطرات الله‌یار صالح، نگارش و نشر یک مقاله به زبان غیر فارسی.
- ۱۳۶۵ نگارش سفرنامه (از دریا بارفارس به درون اقلیم پارس)، حافظ‌شناسی، صدور پروانه انتشار نو برای مجله آینده به شماره ۲۲۵۹۴ / ۲۱ به‌وسیله اداره کل مطبوعات داخلی وزارت فرهنگ و ارشاد اسلامی، چاپ کتاب‌های امیرنامه (منظومه)، ویرایش و تدوین خاطرات و تألمات محمد مصدق که توسط انتشارات علمی در تهران منتشر گردید (چاپ در آمریکا وانگلیس بدون کسب اجازه)، نگارش و نشر یک مقاله به زبان غیرفارسی.
- ۱۳۶۶  نگارش یادداشت بر تذکره شعرای یزد، تکاب افشار، شناخت زعفران ایران، چاپ کتاب‌های جامع التواریخ حسنی، ترجمه منتخب کتاب مرآه‌الزمان، رجال وزارت امور خارجه در عصری ناصری و مظفری، منتخب التواریخ، میرزا تقی خان امیرکبیر (چاپ سوم)، دیوان کهنه حافظ (چاپ چهارم)، فهرست نسخه‌های خطی کتابخانه ملی ملک، نگارش سفرنامه (از نوشهر به خراسان و کرمان)، مدیریت و نظارت بر انتشارات گنجینه حسین بشارت - تا سال ۱۳۸۹.
- ۱۳۶۷ نگارش یادداشت بر کتاب‌های اللهیار صالح، فرمانفرمایان گمنام، زبان فارسی در آذربایجان، چاپ کتاب‌های آثار و احیا سمریه: مزارات سمرقند به انضمام قندیه (چاپ سوم)، تاریخ ایران در دوره قاجاریه (چاپ دوم)، مجموعه مقالات دکتر حمید زرین‌کوب، حافظ از دیدگاه قزوینی، نگارش و نشر سه مقاله به زبان غیر فارسی، نگارش سفرنامه طواف سهند.
- ۱۳۶۸ نگارش یادداشت بر اسناد محرمانه وزارت خارجه بریتانیا، دربارهٔ قرارداد ۱۹۱۹ ایران و انگلیس، به یاد مؤلف دانشمند بر تاریخ موسسات تمدنی جدید در ایران، یادداشت بر خاطرات ظل‌السلطان، گزارش سفارت کابل، گنجینه مقالات دکتر محمود افشار، وهرود وارنگ، چاپ کتاب‌های خاطرات و اسناد ظهیرالدوله (چاپ دوم)، قندیه و سمریه، خلاصه السیر، جغرافیای بلوچستان (سه رساله - دو عدد از سرتیپ مهدی قاینی و دیگری از نویسنده ناشناس)، زندگی طوفانی، زندگی طوفانی (چاپ آمریکا، به اهتمام آرش افشار)، قباله تاریخ، مسالک و ممالک (چاپ چهارم)، خاطرات و اسناد مستشارالدوله صادق؛ مجموعه سوم: گزارش‌های پلیس مخفی در دوره احمد شاه، جلد دوم و سوم چهل سال تاریخ ایران: المآثر و الآثار، انتشار فهرست چاپ‌کرده‌های ایرج افشار، چاپ زبان فارسی در آذربایجان تا سال ۱۳۷۱، تدریس در دانشگاه برن (سوییس)، عضو افتخاری مؤسسه مطالعات آسیای مرکزی و غربی دانشگاه کراچی (Institute of Central and West Asian Studies)، نگارش یادداشت‌های سفر از تهران به قم، راوند، مرق، موته، دلیجان، محلات، آتشگاه، گلپایگان، خمین، خوانسار، داران، سد کوهرنگ، چادگان، پل زمان‌خان، سامان، شهرکرد، بروجن، قمشه، اقلید، نمدان، آسپاس، احمدآباد، کافتر، قصریعقوب، ده بید، سعادت آباد، ارسنجان، آباده طشک، نیریز، اصطهبانات، قطرو، بشنه، سیرجان، بردسیر، لاله‌زار، قریه‌العرب، جوپار، ماهان، کرمان، فتح‌آباد، رفسنجان، یزد، اردستان، کاشان تا تهران و سفر کرمان و فارس.
- ۱۳۶۹ چاپ هفتاد مقاله: ارمغان فرهنگی به دکتر غلامحسین صدیقی تا سال ۱۳۷۱، نگارش سفرنامه (میان اویر و الوند)، عضو هیئت کارشناسان بنیاد میراث اسلامی (الفرقان) لندن (Al-Furqan, Islamic Heritge Foundation. Board of Experts)، نگارش یادداشت بر عین‌الوقایع، فلسفه اشراق (حیات النفوس)، فین بندرعباس، گلشن مراد، چاپ کتاب‌های واژه‌نامه یزدی، فهرست مقالات فارسی در زمینه تحقیقات ایرانی (جلد چهارم)، فهرست نسخه‌های خطی.

### دههٔ ۱۳۷۰
- ۱۳۷۰ نگارش یادداشت بر تاریخ سال‌شمار یزد، مقدمه‌نگاری مراغه (افرازه رود)، چاپ کتاب‌های عالم‌آرای شاه طهماسب، قانون قزوینی: انتقاد اوضاع اجتماعی ایران دوره ناصری، نامه‌های ادوارد بروان به تقی‌زاده (چاپ دوم)، خاطرات و اسناد مستشارالدوله صادق، مجموعه چهارم: مشروطیت در آذربایجان، نگارش و نشر دو مقاله به زبان غیر فارسی.
- ۱۳۷۱ نگارش مقدمه بر تاریخ و جغرافیای کهگیلویه و بویر احمد، تاریخ و جغرافیای ممسنی، زبان فارسی در آذربایجان، سفرنامه منشی‌زاده (محمد حسینی)، قند پارسی: هجده گفتار ادبی و تاریخی، نگارش و نشر دو مقاله به زبان غیر فارسی، چاپ کتاب‌های یزدنامه (جلد اول)، گنجینه عکس‌های ایران همراه با تاریخچه ورود صنعت عکاسی به ایران، یغمای سی و دوم: یادنامه حبیب یغمایی، زندگی طوفانی، نگارش سفرنامه از باغ پسته تا کوی نارنج.
- ۱۳۷۲ نگارش یادداشت بر تاریخ روابط روس و ایران، شورش هندوستان ۱۸۵۷، مجموعه اسناد و مدارک تاریخی دوران قاجار: عین الوقایع، چاپ عکس در نشریه گیله‌وا، نشر سه مقاله غیر فارسی، عضو هیئت ناظران دانشنامه ایرانیکا تا سال ۱۳۸۹ Encyclopaedia Iranica، عضو هیئت امنای کتابخانه اهدایی دکتر سیاسی به دانشگاه یزد، توقف انتشار مجله آینده، چاپ کتاب‌های کلیات آثار ادیب قاسمی کرمانی، ذیل تاریخ گزیده، زنگی‌نامه، فتوت‌نامه چیت‌سازان، یادگار حسن از آثار وین، فهرست مقالات ایرانشناسی در زبان اردو، روزنامه خاطرات سردار اسعد (جعفرقلی)، خاطرات حبیب یغمایی از روزگار مجله‌نویسی برگرفته از مجله آینده، زبان فارسی در آذربایجان (چاپ دوم)، فهرست نسخه‌های خطی کتاب‌خانه ملی ملک، خطای‌نامه به پیوست سفرنامه‌های چین (چاپ دوم).
- ۱۳۷۳ نگارش و نشر سه مقاله غیر فارسی، چاپ کتاب‌های ممالک و مسالک، مقاله‌ها و رساله‌ها، خاطرات و اسناد مستشارالدوله صادق؛ مجموعه پنجم: سیاست داخلی ایران در دوره احمد شاه، نگارش یادداشت بر تاریخ وقایع عشایری فارس، تاریخ‌نگاران ایران، دستور شهریاران، دیوان اشعار اشرف مازندرانی، کتاب‌شناسی اطلاعات و ارتباطات، مجموعه مقالات هادی حسن، معاهدات و قراردادهای تاریخی دوره قاجاریه، مقاله‌ها و رساله‌ها، نامه‌های خان احمد خان گیلانی، یزد در سفرنامه‌ها، عضو هیئت امنا و ناظر استشاره‌ای منصوب دکتر علی‌اکبر سیاسی برای اداره کتابخانه اهدایی به دانشگاه یزد، انتشار ویرایش دوم فهرست چاپ‌کرده‌های ایرج افشار.
- ۱۳۷۴ مرگ همسر (شایسته افشاریه) در ۲۶ دی ماه، نگارش یادداشت بر شمیران، نگارش سفرنامه (از فیروزکوه تا جاجرم)، نگارش و نشر دو مقاله غیر فارسی، فهرست‌نگاری نسخه‌های خطی فارسی کتابخانه ملی اتریش (وین)، چاپ کتاب‌های بستان العقول فی ترجمان منقول (یا) مناظره انسان و حیوان، فهرست‌واره کتابخانه مجتبی مینوی، روزنامه خاطرات بصیرالملک شیبانی: میرزا طاهر مستوفی، روزنامه سفر خراسان به همراهی ناصرالدین شاه، گزارش‌ها و نامه‌های دیوانی - سیاسی - نظامی امیرنظام گروسی، فهرست مقالات فارسی در زمینه تحقیقات ایرانی (جلد پنجم)، گزیده (چاپ دوم)، انیس الناس (چاپ دوم)، چاپ روزنامه خاطرات عین السلطنه سالور (قهرمان میرزا).
- ۱۳۷۵ چاپ کتاب‌های مجمل‌الحکمه، کارنامهٔ نصرةالدوله ماکویی، الاکیال و الاوزان، فردنامه پاریس، بازنامه، نامه‌های لندن: از دوران سفارت تقی‌زاده در انگلستان، نامه‌های دوستان، یادگارهای یزد (چاپ دوم)، خاطرات و تلٔمات (چاپ هشتم)، نگارش یادداشت بر دیوان مجد همگر، (مجموعه تاریخ) انتشارات فرزان روز، و نامه‌های دوستان، نظارت بر نشر (مجموعه تاریخ) انتشارات فرزان روز، فهرست الفبایی مؤلفان - مصنفان…، نگارش سفرنامه‌های (حلقه ابرقویه - جرقویه)، (جاجرم - فریومید از راهی دیگر)، (سفر از تهران به گچسر، نارنج‌بن، انزلی، رضوان‌شهر، آستارا، گردنه حیران، نمین، اردبیل، گرمی، بیله‌سوار، پارس‌آباد، اصلاندوز، خداآفرین، عبدالرزاق، کلیبر، اهر، ورزقان، خرونق، سیررود، علمدار گرگر، جلفا، مرند، اردک لو، النجق، کهل، ایوند، امند، خسروشاه، اسکو، کندوان، میلان، تبریز، ممقان، آذرشهر، قدمگاه، گوگان، اسکو، عجب‌شیر، خانیان، بناب، مراغه، ینگی آباد، صائین دژ، تکاب، غارکرفتو، تکاب، تخت سلیمان، بابانظر، فلفله، بهستان، آدام اتا، زنجان، سجاس، قیدار، حصار خرقان، حسین‌آباد، تاکستان و بازگشت به تهران)، (کرمانشاه، هرسین، نورآباد، الشتر، خرم‌آباد، دزفول، شوش، شوشتر، مسجد سلیمان، منجنیق، قلعه تل، ایذه، (از سرخس به آزادوار)، (زادگاه رستم).
- ۱۳۷۶ دبیر ادیب: جشن نامه محمد دبیر سیاقی، یادگارنامه زرین‌کوب، میراث اسلامی ایران، نگارش یادداشت بر ارمغان ادبی، نگارش سفرنامه‌های: (ناکجاآباد، تادل پارس)، (طواف شاه جهان)، (بیدرکجا به‌شوق تنگ غرقاب)، نگارش و نشر ۱۴ مقاله غیر فارسی، عضو افتخاری انجمن مطالعات ایرانی Society for Iranian Studies (آمریکا)، عضو شورای علمی دائرةالمعارف بزرگ اسلامی، چاپ کتاب‌های تحفه المحبین: در آیین خوشنویسی و لطایف معنوی آن، کاروان‌سراهای اصفهان در دوره صفوی، شهرآشوب، معزیه (رساله در علم فراست)، تذکره نقشبندی، سخنواره: یادنامه دکتر پرویز ناتل خانلری، نامه مینوی (چاپ دوم).
- ۱۳۷۷ انتشار ارج‌نامه ایرج (۲مجلد)،